# Sematophyllum fluminicola
Sematophyllum fluminicola là một loài Rêu trong họ Sematophyllaceae. Loài này được (Müll. Hal.) W.R. Buck miêu tả khoa học đầu tiên năm 1998.